# Varronia coriacea
Varronia coriacea är en strävbladig växtart som beskrevs av Harold Norman Moldenke. Varronia coriacea ingår i släktet Varronia och familjen strävbladiga växter. Inga underarter finns listade i Catalogue of Life.